# Petzenham
Petzenham ist ein Gemeindeteil der Gemeinde Schwindegg im oberbayerischen Landkreis Mühldorf am Inn.

## Lage
Die Einöde Petzenham liegt 3,5 Kilometer nordöstlich vom Schloss Schwindegg. Sie liegt in der Luftlinie 4 Kilometer nördlich der Bundesautobahn A 94. Von deren Ausfahrt 17 (Heldenstein) ist Petzenham auf einer 8,5 Kilometer langen Fahrt erreichbar.

## Dorf- und Bevölkerungsentwicklung
In Petzenham gab es 1871 insgesamt 14 Einwohner. Im Mai 1987 lebten dort vier Einwohner in zwei Wohngebäuden.
| Jahr      | 1871 | 1925 | 1950 | 1970 | 1987 |
| Einwohner | 14   | 9    | 17   | 6    | 4    |

Die Weidegenossenschaft Petzenham eG (Petzenham 1) erzeugt, verarbeitet und vermarktet landwirtschaftliche Produkte und erbringt Dienstleistungen im ländlichen Raum, insbesondere Leistungen im Bereich der Landschaftsgestaltung und des Landschaftsschutzes sowie der Landschaftspflege. Sie konnte ihre Umsätze von mehr als 91.500 € (2011) auf knapp 142.500 € (2019) steigern.